# Marine chilienne
L'Armada de Chile est la branche navale des forces armées du Chili. 
Son commandant en Chef actuel est l'amiral Edmundo González Robles[Quand ?] et sa devise institutionnelle est Vencer o Morir (Vaincre ou mourir). Mais le Commandant en chef depuis le 18 juin 2021 est l’amiral Juan Andrés de la Maza (es).

## Historique
Elle est l’une des trois grandes marine de guerre d'Amérique Latine avec la marine brésilienne et la marine argentine, elle est la rivale historique de cette dernière. Au début du XXe siècle, elle participa à la course aux dreadnoughts en Amérique du Sud.

### La mutinerie de 1931
Malgré le signe de bonne volonté que constitue la destitution, en juillet 1931, de celui qu'on appelait « l'homme fort », le Président Carlos Ibáñez del Campo, le Chili ne parvient pas à surmonter les graves conséquences économiques de la Grande Dépression. Pour réduire la dépense publique, les salaires des fonctionnaires dépassant 3 000 pesos par an sont amputés de 12 à 30 %. Cette mesure déclenche une vive réaction dans la marine, où les militaires avaient déjà enduré une réduction de salaire de 10 %, ainsi que 50 % de réduction des primes d'outre-mer. Le 31 août 1931, divers membres d'équipage du cuirassé 'Almirante Latorre, navire amiral de la marine chilienne, parmi lesquels on ne compte cependant pas d'officiers, se réunissent et décident qu'une mutinerie est le meilleur cap à prendre.
Le 1er septembre, peu après minuit, des membres d'équipage de l'Almirante Latorre, d'un croiseur blindé (le O'Higgins), ainsi que de sept destroyers et de plusieurs sous-marins, prennent le contrôle de leurs bâtiments respectifs, profitant de la distraction offerte par un tournoi de boxe à La Serena, dont la diffusion occupe une grande partie de leurs compagnons de bord. Les officiers sont faits prisonniers, la plupart sans opposer de résistance, et les bâtiments sont sécurisés aux alentours de 2 h du matin. Les mutins élisent un comité, l'Estado Mayor de Tripulacion (État Major d’Équipage), pour diriger la mutinerie. Plus tard ce même jour, à 16 h 55, les mutins contactent les autorités de la marine par radio, déclarant qu'ils agissent de leur propre initiative (ils se distinguent de fait d'une action concertée avec un parti politique d'opposition ou avec des insurgés communistes). Ils revendiquent la restauration de leur salaire à taux plein, ainsi que des sanctions pour les responsables de la plongée du Chili dans la dépression – affirmant cependant qu'ils n'utiliseront pas la force pour atteindre ces buts.
Le 2 septembre, juste avant minuit, les mutins envoient un message au gouvernement chilien comportant une liste plus « sophistiquée » de douze revendications. Au même moment, plus au Sud, des troupes de la marine en service à la base navale principale de Talcahuano rejoignent la mutinerie, prenant le contrôle de plusieurs vaisseaux. Plusieurs de ces navires prennent alors la mer vers le nord pour rejoindre les autres rebelles, tandis que deux croiseurs, quelques destroyers et sous-marins restent en poste pour garder la base. Cette rébellion désormais totale est bientôt rejointe par d'autres bases militaires, notamment la Seconde Unité Aérienne basée à Quintero. Avec le soulèvement d'autant d'insurgés, les autorités craignent qu'une masse de travailleurs sans emploi ne se joigne au mouvement. Le gouvernement tente de solliciter l'aide des États-Unis sous la forme d'une intervention ou de matériel militaire (notamment deux sous-marins et des munitions capables de transpercer le blindage de l'Almirante Latorre), mais il est débouté, à la fois en public et en privé. Le vice-président en fonction, Manuel Trucco, se trouve alors dans une position inconfortable : il doit mater la rébellion avant que davantage d'unités ne viennent la renforcer, mais se montrer trop brutal risque de l'assimiler aux yeux du peuple à l'ancien dictateur Ibáñez del Campo. Trucco décide donc de négocier. Il envoie un amiral de la marine, Edgardo von Schroeders, pour négocier avec les mutins. La rencontre a lieu à bord de l'Almirante Latorre, et Schroeders devine qu'il pourrait y avoir un schisme potentiel entre, d'une part, certains marins essentiellement en colère au sujet de leur salaire et, d'autre part, ceux qui ont des préoccupations plus politiques. Il tente donc de les diviser sur ces sujets pour les amener à se rendre. Cependant, un appel en provenance de la flotte du Sud en approche leur demande d'attendre avant toute prise de décision, ce qui clôt temporairement la question, et von Schroeders reprend un avion en direction de la capitale.
Le 5 septembre marque un tournant dans le sort des mutins, malgré l'arrivée la veille de la flotte du Sud. En effet, toutes les positions rebelles terrestres sont reconquises par les forces gouvernementales, ne laissant aux insurgés que la flotte. Le lendemain, cette dernière subit une attaque aérienne organisée par les forces gouvernementales. Les seuls dégâts occasionnés sont à déclarer sur le sous-marin H4, qui ne parvient pas à s'immerger à temps, mais au moins une bombe tombe à moins de 50 mètres de l'Almirante Latorre. Malgré le peu de dégâts, l'attaque fait chuter le moral des mutins : rapidement, ils proposent d'envoyer une délégation à Santiago pour discuter des termes d'un accord. Mais le gouvernement, raffermi par ses victoires terrestres, refuse. Alors que la mutinerie dégénère en disputes et anarchie, les navires commencent à quitter individuellement la baie et mettent cap sur Valparaíso, les autres suivant bientôt. L'Almirante Latorre termine sa course dans la baie de Tongoy aux côtés du Blanco Encalada. Sept membres d'équipage du cuirassé furent condamnés à mort, une sentence ensuite commuée en prison à vie.

## Seconde moitié duXXesiècle

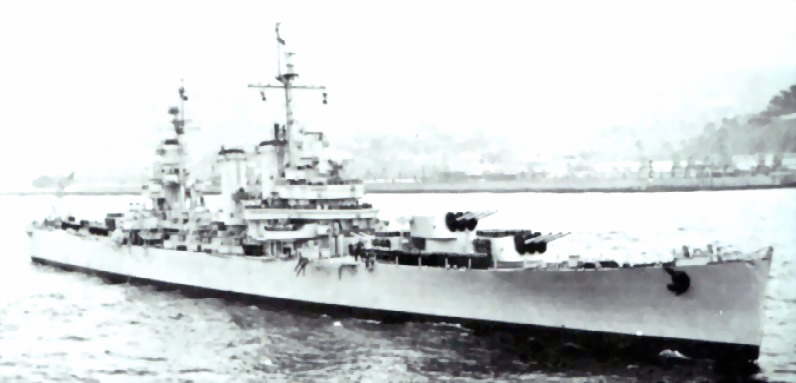
Le croiseur O'Higgins (CL-02} en 1962.

Le 9 janvier 1951, les croiseurs USS Brooklyn (CL-40) (rebaptisé 'O'Higgins (CL-02}) et USS Nashville (CL-43) (rebaptisé Capitán Prat (CL-03).) fut transféré à la marine chilienne en vertu du Mutual Defense Assistance Act avec un navire d'assaut amphibie et douze chalands de débarquement. Les croiseurs servirent jusqu'au début des années 1980.

## Effectif et matériel auxxiesiècle
Avec 25 000 marins dont 5 200 soldats d'Infanterie de marine et 66 navires[Quand ?], la marine chilienne assure la surveillance des eaux territoriales du Chili.
Cette marine de guerre dispose, principalement de quatre sous-marins modernes (2 classe Thomson et 2 classe Scorpène-O'Higgins), et de huit frégates achetées aux Pays-Bas et au Royaume-Uni les frégates lance missiles Capitán Prat et Almirante Latorre, Classe Adelaide achetée à l'Australie.
Le TCD Foudre français a été transféré a la marine chilienne le 23 décembre 2011 avec 3 autres bateaux, le Rapière et les CTM 19 et CTM 24. Le montant de la transaction est officiellement de 43 millions d’euros. Il s’appelle désormais le Sargento Aldea, en hommage à un héros chilien de la guerre du Pacifique (1879-1884).